# Chiesa di Santa Maria di Bellavista
La chiesa di Santa Maria Assunta di Costantinopoli di Bellavista è una piccola chiesa monumentale di Napoli. Si erge sulla collina di Posillipo, in via Posillipo 112.

## Storia
La struttura in questione è un piccolo tempio che costituisce un punto di riferimento del periodo ottocentesco a Napoli; è stata eretta nel 1860 per volontà della nobile famiglia Capece Minutolo, specialmente delle sorelle Adelaide e Clotilde dei principi di Canosa, e venne decorata con un organo settecentesco, statue lignee ed opere di scuola caravaggesca. Fu elevata a parrocchia nel 1932 e venne affidata prima all'ordine di Malta e poi ai Padri Vocazionisti, che la reggono ancora oggi.

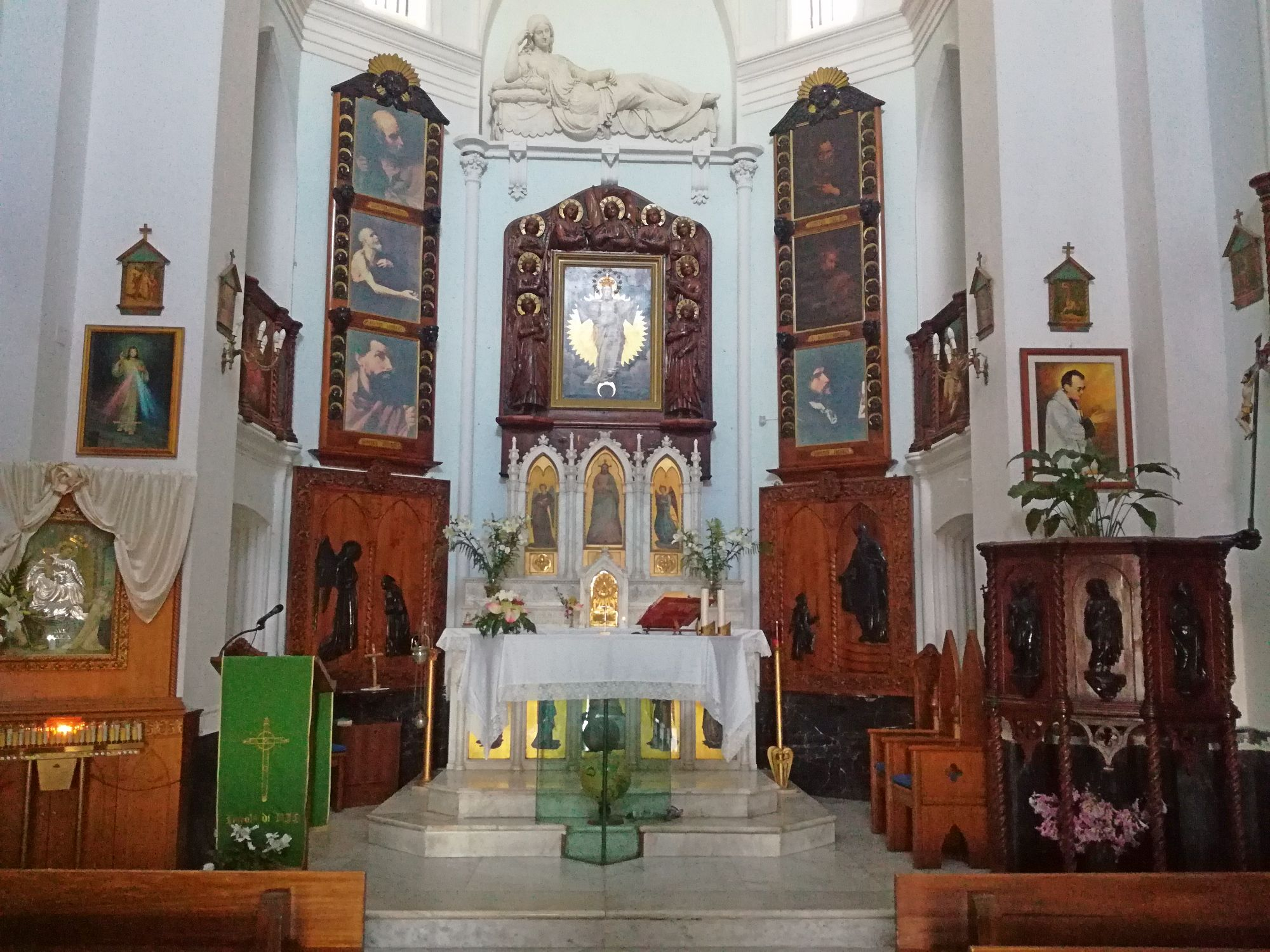
Scorcio dell'interno